# Ozren Podnar
Ozren Podnar (Zagreb, 1964.) je hrvatski novinar i publicist.

## Životopis
Ozren Podnar rodio se u Zagrebu 1964. godine. Diplomirani je anglist i hispanist a u novinarstvu djeluje od 1983. godine. Objavljivao je radove u tridesetak športskih medija i dugogodišnji je dopisnik inozemnih medija kao što su španjolski Diario Marca, Agencia EFE i Gigantes del basket, talijanski Giganti del basket, engleski nogometni portal Soccerphile te portal za nogometnu statistiku Playerhistory. Pisao je za i bio član uredničkog kolegija mjesečnika NOGOMET. Pisao je za hrvatski politički tjednik Nacional te dnevne novine Večernji list.
Bavi se športskom poviješću i statistikom. Izdao je publikacije koje se tematski bave nogometom i nogometnom statistikom. 
Član je Hrvatskog zbora sportskih novinara.

## Djela
- Enciklopedija hrvatskog nogometa: Rezultati, tablice statistike, (Špalta d.o.o., Velika Gorica, 2005.) (suautor Bojan Purić)
- Dinamo svetinja: Sve o najvećem hrvatskom klubu, (V.B.Z., Zagreb, 2006.)

## Vanjske poveznice
- Članci u tjedniku Nacional  Arhivirana inačica izvorne stranice od 12. listopada 2011. (Wayback Machine)